# 12003 Хідеосуґай
12003 Хідеосуґай (12003 Hideosugai) — астероїд головного поясу, відкритий 20 березня 1996 року.
Тіссеранів параметр щодо Юпітера — 3,124.